# Барсуков, Алексей Сергеевич
Алексей Сергеевич Барсуков — советский хозяйственный, государственный и политический деятель.

## Биография
Родился в 1906 году в деревне Касуличи. Член КПСС.
Окончил Московский инженерно-строительный институт.
До 1931 — директор школы фабрично-заводского обучения и учебно-производственного комбината в Брянской области.
В 1931—1941 — заместитель начальника строительства цементного завода, заместитель управляющего трестом «Филистрой», заведующий отделом Наркомата судостроения СССР.
В 1941—1945 — заместитель начальника, начальник 6-го управления военно-полевого строительства на Северо-Западном фронте, начальник Отдельной строительно-монтажной части № 17 на строительстве завода по производству особо прочной стали для военной техники в городе Электростали.
В 1945—1963 — управляющий трестом Минтяжстроя СССР, начальник управления строительства Волгоградского совнархоза.
В 1963—1964 — директор Московского филиала Центрального института типовых проектов Госстроя СССР.
В 1964—1965 — уполномоченный Газпрома по строительству в Тюменской области.
В 1965—1970 — начальник Главтюменнефтегазстроя.
В 1970—1973 — руководитель группы советских специалистов на строительстве объектов нефтедобычи в Ираке.
Делегат XXIII съезда КПСС.
Умер в 1974 году.

## Награды
- Орден Ленина
- Орден Трудового Красного Знамени
- Орден Красной Звезды
- Орден Знак Почёта
- Орден Междуречья